# ガブリエル・ディアロ
ガブリエル・ディアロ（Gabriel Diallo, 2001年9月24日 - ）は、カナダのケベック州モントリオール出身の男子プロテニス選手。ATPランキング自己最高位はシングルス41位、ダブルス321位。これまでにATPツアーでシングルス1勝を挙げている。身長203cm、体重90kg。右利き、バックハンド・ストロークは両手打ち。

## 選手経歴

### 2024年 全米3回戦、ATPツアー初の決勝進出
2024年、初出場した全米オープンでハウメ・ムナル、第24シードのアルトゥール・フィスに勝利し、3回戦に進出した。
アルマトイ・オープンではATPツアー初となる決勝に進出したが、カレン・ハチャノフに敗れ準優勝となった。

### 2025年 マスターズ準々決勝進出、トップ60入り
ラッキールーザーとして出場したムチュア・マドリード・オープンでジズー・ベルグス、カミル・マイクシャク、キャメロン・ノリー、第15シードのグリゴール・ディミトロフに勝利し、マスターズで初となるベスト8に進出した。

## 成績
略語の説明
| W | F | SF | QF | #R | RR | Q# | LQ | A | Z# | PO | G | S | B | NMS | P | NH |

W=優勝, F=準優勝, SF=ベスト4, QF=ベスト8, #R=#回戦敗退, RR=ラウンドロビン敗退, Q#=予選#回戦敗退, LQ=予選敗退, A=大会不参加, Z#=デビスカップ/BJKカップ地域ゾーン, PO=デビスカップ/BJKカッププレーオフ, G=オリンピック金メダル, S=オリンピック銀メダル, B=オリンピック銅メダル, NMS=マスターズシリーズから降格, P=開催延期, NH=開催なし.

### シングルス

#### グランドスラム大会
| 大会           | 2023 | 2024 | 2025 | 通算成績 |
| -------------- | ---- | ---- | ---- | -------- |
| 全豪オープン   | Q1   | Q3   | 2R   | 1–1      |
| 全仏オープン   | Q1   | 1R   | 2R   | 1–2      |
| ウィンブルドン | Q2   | Q2   | 2R   | 1–1      |
| 全米オープン   | Q1   | 3R   |      | 2–1      |

## ATPツアー決勝進出結果

### シングルス：2回（1勝1敗）
| 大会カテゴリ                    |
| グランドスラム (0–0)            |
| ATPファイナルズ (0–0)           |
| ATPツアー・マスターズ1000 (0–0) |
| オリンピック (0–0)              |
| ATPツアー500 (0–0)              |
| ATPツアー250 (1–1)              |

| サーフェス別タイトル |
| ハード (0–1)         |
| クレー (0–0)         |
| 芝 (1–0)             |

| 結果   | No. | 決勝日         | 大会               | サーフェス | 対戦相手           | スコア         |
| ------ | --- | -------------- | ------------------ | ---------- | ------------------ | -------------- |
| 準優勝 | 1.  | 2024年10月20日 | アルマトイ         | ハード     | カレン・ハチャノフ | 2-6, 7-5, 3-6  |
| 優勝   | 1.  | 2025年6月14日  | スヘルトーヘンボス | 芝         | ジズー・ベルグス   | 7-5, 7-6(10-8) |